# Kościół Wniebowzięcia Najświętszej Maryi Panny w Kłodowie
Kościół Wniebowzięcia Najświętszej Maryi Panny w Kłodowie – katolicki kościół filialny zlokalizowany we wsi Kłodowo w gminie Widuchowa, w powiecie gryfińskim (województwo zachodniopomorskie). Należy do parafii Niepokalanego Serca Najświętszej Maryi Panny w Krzywinie.

## Historia i architektura
Kościół wzniesiony został w XIII wieku. W XIV wieku został przebudowany i rozbudowany, częściowo rozebrany i postawiony na nowo. W kolejnym stuleciu dostawiona została wieża. Z pierwotnego założenia zachowała się jedynie dolna partia wieży, do poziomu murów nawy, murowana z regularnie obronionych ciosów kamiennych ułożonych w 17 warstw. Górna część wieży oraz ściany nawy są późnośredniowieczne, wymurowane z nieregularnych kamieni. W XVII wieku świątynia została przebudowana.
Masywna wieża, w typie wieży obronnej, zwieńczona jest w szczycie blankami i nakryta ośmiobocznym, stożkowatym hełmem. W przyziemiu wieży znajduje się portal dwuuskokowy. Drugi portal, dwuuskokowy i otynkowany, umieszczony w ścianie południowej, został zamurowany. W ścianie wschodniej znajdują się dwa szerokie, późnogotyckie okna. W ścianach bocznych znajdują się po trzy okna, wschodnie ostrołukowe, środkowe i zachodnie zamknięte łukiem odcinkowym. Obrzeża okien są gładzone i pobielane. Szczyt ściany wschodniej ozdobiony jest smukłymi, ostrołukowymi blendami, ułożonymi w układzie piramidalnym.
Wnętrze kościoła nakryte jest niskim, płaskim stropem. Ściany wewnętrzne malowane są na biało. W kościele zachowało się XIX-wieczne, neogotyckie wyposażenie: ołtarz główny, empora chórowa i ławki.
Po II wojnie światowej kościół został poświęcony jako świątynia katolicka w dniu 3 kwietnia 1946 roku.